# Standards Board for Alternative Investments
 (août 2023).
 (décembre 2022).
Le Standards Board for Alternative Investments (SBAI), anciennement le Hedge Fund Standards Board, est un organisme de normalisation spécialisé dans la gestion alternative. Il définit des normes non contraignantes et les bonnes pratiques du secteur. Son rôle principal est de concevoir les Alternative Investment Standards, et d'imposer un cadre de « transparence, d'intégrité et de bonne gouvernance » aux fonds spéculatifs.

## Historique
Le Standards Board for Alternative Investments (SBAI) est créé en juin 2007, lorsqu'un groupe de gestionnaires d'investissements alternatifs forme le Hedge Fund Working Group pour développer des normes sectorielles dans des domaines aussi divers que la communication financière, la valorisation des actifs, la gestion des risques et la gouvernance. Parmi les membres fondateurs, on compte notamment Marshall Wace, Cheyne Capital Management, Man Group et CQS. En janvier 2008, le groupe de travail prend la forme d'un organisme à but non lucratif, appelé Hedge Fund Standards Board (HFSB). Son objectif principal est alors de concevoir les Alternative Investment Standards. À sa création, l'organisation compte 14 des principaux gestionnaires de fonds spéculatifs et était présidé par Sir Andrew Large. En 2016, l'organisation rassemble près de 200 gestionnaires de fonds spéculatifs et investisseurs institutionnels ; le total cumulé des actifs sous gestion des membres atteint 3 000 milliards de dollars. En 2014, l'organisation devient un membre affilié de l'International Organization of Secutiries Commissions (IOSC) et, en 2016, elle devient un observateur du Forum international des fonds souverains. 
En septembre 2017, l'organisme déclare qu'il change son nom de HFSB en SBAI, ou Standards Board for Alternative Investments (SBAI) pour « mieux refléter l'évolution du secteur ». Plus précisément, il indique que « les gestionnaires proposent de plus en plus de stratégies d'investissement passant par d'autres véhicules que les hedge funds, y compris de la gestion alternative liquide, des fonds réglementés, des véhicules de co-investissement, des fonds de tirage et des managed accounts ». L'organisme souhaite ainsi « intégrer dans ses nomenclatures un plus large éventail de stratégies alternatives, par classe d'actifs sous-jacente, profil de rendement, exposition au marché ou liquidité ». 

## A voir aussi
- Gestion alternative
- Organisme de normalisation